# ББ Ерзурумспор
„ББ Ерзурумспор“ (на турски: Büyükşehir Belediye Erzurumspor) е турски футболен клуб от град Ерзурум. Основан през 2005 г. Цветове на клуба са синьо-бели. Клубът няма нищо общо с футболния отбор „Ерзурумспор“, съществуващ в периода 1968 – 2015 години.

## История на клуба
„ББ Ерзурумспор“ е основан през 2005 година. Първите пет сезона играе в шампионата на Ерзурум. През сезон 2010/11 „ББ Ерзурумспор“ взема участие в любителската лига – петата по сила турска дивизия – и побеждава. Следващите пет години отборът играе в Трета лига, през сезон 2015/16 ерзурумци побеждават и в тази дивизия. През следващите две години клубът започва рязък подем: „ББ Ерзурумспор“ два пъти играе плей-офф. През сезон 2018/19 клубът за първи път в историята си взема участие в най-висшата дивизия на турския футбол – Турската Суперлига.

## Успехи
- Суперлига Турция:
  - 17-о (1): 2018/19
- Първа лига: (2 ниво)
  -  Победител в плейофа (1): 2017/18
- Втора лига: (3 ниво)
  -  Победител в плейофа (1): 2016/17
- Трета лига: (4 ниво)
  -  Победител (1): 2015/16
- Любителска лига: (5 ниво)
  -  Победител (1): 2010/11

## Български футболисти
- Тони Тасев: 2024/25 - (9 мача - 0 гола)